# 노틸러스 (드라마)
《노틸러스》(영어: Nautilus)는 2024년에 프라임 비디오에서 공개된 영국의 모험 드라마 텔레비전 시리즈이다. 쥘 베른의 소설 "해저 2만리"를 바탕으로 제작되었다.

## 개요
1857년. 사설 육군과 해군을 갖춘 영국 동인도 회사는 정복한 나라들로부터 훔친 부를 축적 중이다. 회사는 인도 칼파니에서 식민지 교도소 죄수들에게 강제 노동을 시켜 비밀리에 잠수함 노틸러스를 건조한다. 회사는 이를 군함으로 활용할 생각이다.
그러나 이 죄수들 중 하나이며 노틸러스 엔진을 설계하기도 한 네모는 반란을 주동해 뭄바이로 떠나는 노틸러스를 장악하여 바다로 탈출한다. 회사가 노틸러스를 회수하고 네모를 죽이려고 뒤를 쫓는 가운데 네모 일당은 회사를 파괴해 복수하려고 한다.

## 출연
메인
- 샤자드 라티프 - 네모 선장 역
- 조지아 플러드
- 티에리 프레몽
- 캐머런 커프
- 루크 아널드

게스트
- 리처드 E. 그랜트
- 애나 토브
- 리애나 월스먼
- 노아 테일러